# Шварц, Стюарт
Стюарт Алан Шварц (англ. Stuart Schwartz; род. 23 ноября 1944, Чикаго, Иллинойс) — американский журналист и телеведущий, работал на канале ABC News и старшим продюсером передачи Good Morning America. Обладатель 16 премий Эмми, четырёх Премий Пибоди, двух премий ДеПюн. 

## Биография
Сын Салли (в девичестве Ласки) и Дэвида Шварца. Окончил средней школы Лейквью в Чикаго. В 1966 году, с отличием окончил Северо-Западный университет со степенью бакалавра. Работал продюсером ABC World News Tonight, Nightline и ABC Evening News and Weekend News. Он работал старшим продюсером вещания в новостных программах Prime Time Live, 20/20, Day One и Good Morning America.
В 2009 году, вышел на пенсию, проработав на телеканал ABC News 41 год. После выхода на пенсию, занимал должность адъюнкт-лектора в Колледже журналистики Филипа Меррилла в Университете Мэриленда.

## Личная жизнь
Жена — Фрэнсис (урожденная Вайнман) Шварц, писатель и преподаватель иудаики. Дочь — журналистка, ведущая, корреспондент CNN Дана Бэш.